# Serge Bayala
Serge Bayala est un réalisateur, scénariste et acteur burkinabè. Il est reconnu pour sa participation dans le cinéma africain francophone, tant devant que derrière la caméra.

## Biographie
Né à Koudougou au Burkina Faso, Serge Bayala s’est fait connaître dans le cinéma burkinabè au début des années 2000. Il évolue dans le milieu cinématographique burkinabè et ouest-africain depuis au moins le début des années 2000. 

## Filmographie

### Acteur
- En 2003, il incarne le rôle de Mamadi[2], étudiant étranger en échange, dans le film Moi et Mon Blanc  : il y incarne un étudiant noir à Paris, travaillant comme agent de stationnement[3]. Ce film a remporté le Prix du public RFI au FESPACO en 2003.
- En 2006, il joue un rôle dans le court-métrage Quand les éléphants se battent (pilote), dans lequel il figure comme acteur[4].
- En 2010, il interprète le rôle de Dalméda dans le long-métrage En attendant le vote...réalisé par Missa Hébié, adapté du roman En attendant le vote des bêtes sauvages d’Ahmadou Kourouma.
- En 2018, Il apparaît également dans le documentaire Burkinabè Rising : the art of resistance in Burkina Faso, film de Iara Lee, dans lequel il figure parmi les protagonistes[5].

### Directeur de production
- En 2011, il est directeur  de production du film Bayiri, la patrie. Un long-métrage évoquant un coup d’État en Côte d’Ivoire et ses conséquences sur les Burkinabè vivant dans un village en Côte d’Ivoire